# Josep Jufré
Josep Jufré Pou est un coureur cycliste espagnol né le 5 août 1975 à Vic près de Barcelone.

## Biographie
Josep Jufré commence sa carrière professionnelle en 1999 dans l'équipe Boavista. Il se révèle en 2002 en remportant la Clásica a los Puertos. Il a ensuite évolué successivement dans les équipes Relax-Fuenlabrada (2003-2005), Predictor-Lotto (2006-2007), puis Saunier Duval-Scott en 2008. En 2010, il rejoint l'équipe Astana. L'équipe Astana ne renouvelle pas son contrat à l'issue de l'année 2011. Jufré, qui ne retrouve pas d'équipe, annonce la fin de sa carrière en janvier 2012.

## Palmarès
- 1996
  - 1re et 4eb étapes du Tour de León[2]
  - 3e du Trofeu Abelardo Trenzano
- 1997
  - Grand Prix de Roquemaure[2]
- 1998
  - Champion de Catalogne sur route[3]
  - Trofeu Mercat del Ram[2]
  - Trofeo Diputación de Barcelona[2]
  - Tour d'Ávila
  - Tour de Carcabuey[2]
  - 2e du Tour de Castellón
  - 3e du championnat de Catalogne du contre-la-montre
  - 3e de la Clásica Memorial Txuma
- 1999
  - 5e étape du Grande Prémio do Minho
- 2000
  - Grande Prémio da Marinha Grande
- 2001
  - 5e étape du Grande Prémio do Minho
  - 3e de la Clássica de Vila Franca de Xira
  - 3e du Grande Prémio Sport Notícias
  - 3e du Grande Prémio PAD
- 2002
  - Clásica a los Puertos
- 2003
  - 2e de la Semaine catalane
- 2004
  - 3e de la Semaine catalane
  - 3e du Tour de La Rioja
  - 8e du Tour de Catalogne
- 2007
  - 1reb étape de la Semaine internationale Coppi et Bartali (contre-la-montre par équipes)
- 2008
  - 4e du Tour de Catalogne

## Résultats sur les grands tours

### Tour de France
1 participation
- 2008 : retrait de la course avec toute l'équipe Saunier-Duval

### Tour d'Italie
4 participations
- 2006 : 29e
- 2007 : 52e
- 2010 : 42e
- 2011 : 74e

### Tour d'Espagne
7 participations
- 2003 : 20e
- 2004 : 62e
- 2005 : 14e
- 2006 : abandon (8e étape)
- 2007 : abandon (14e étape)
- 2010 : 24e
- 2011 : 57e

## Classements mondiaux
| Année              | 2005 | 2006 | 2007 | 2008 |
| ------------------ | ---- | ---- | ---- | ---- |
| Classement ProTour |      |      |      | 42e  |
| UCI Europe Tour    | 224e |      |      |      |